# عود بيكاري
عود بيكاري (الاسم العلمي:Aquilaria beccariana) هو نوع من النباتات يتبع جنس العود من الفصيلة المثنانية.